# Blackspace
Blackspace (Hebreeuws: בלקספייס) is een 16-delige Israëlische politieke thrillerserie. Het eerste seizoen verscheen in 2020 en het tweede in 2024. De hoofdpersonages worden vertolkt door onder meer Guri Alfi en Reut Alush.

## Plot

### Seizoen 1 (2020-2021)
Een relatief normale ochtend in de Israëlische stad verandert in een nachtmerrie als schutters met eenhoornmaskers vier leerlingen op de Heritage High School vermoorden en de gemeenschap terroriseren. Rechercheur Rami Davidi onderzoekt de zaak, terwijl hij worstelt met zijn eigen verleden op de school. Gaandeweg ontdekt Davidi dat de leerlingen onderling communiceren via de app Blackspace.

### Seizoen 2 (2024)
Wanneer een leerlinge verkracht wordt op een schoolfeest, start een zoektocht naar de verkrachters. Degene die beschuldigd worden van de verkrachting, worden een voor een vermoord.

## Distributie
In de zomer van 2021 werd het eerste seizoen uitgezonden door BNNVARA op NPO 3. Vanaf oktober 2021 was datzelfde seizoen beschikbaar op streamingdienst Netflix.